# Rohatec
Rohatec (deutsch Rohatetz) ist eine Gemeinde in Tschechien. Sie liegt fünf Kilometer nordöstlich von Hodonín an der March und gehört zum Okres Hodonín.

## Geschichte
Archäologische Funde belegen die Besiedelung des Gebiets zur Zeit des Mährerreichs. Um 1030 wurde eine Festung namens Rohatec errichtet. Die erste schriftliche Erwähnung erfolgte 1270 in einer Urkunde König Přemysl Otakars II. Im Jahr 1368 verkaufte der Leitomischler Bischof Albrecht von Sternberg Festung und Dorf an Beneš von Kravař und Strážnice. Rohatec blieb bis 1848 bei der Herrschaft Strážnice. 1865 wurde in Rohatec eine Haltestelle der 1841 eröffneten Kaiser Ferdinands-Nordbahn eingerichtet. 1869 wird Rohatec der Bezirkshauptmannschaft Hodonín zugewiesen.
1987 wurde Rohatec nach Hodonín eingemeindet, seit 1990 ist es wieder selbstständig.

## Gemeindegliederung
Für die Gemeinde Rohatec sind keine Ortsteile ausgewiesen. Grundsiedlungseinheiten sind Na Kopci, Rohatec, Rohatec-kolonie und Soboňky.

## Infrastruktur
Der Bahnhof Rohatec liegt an den Bahnstrecken Břeclav–Petrovice u Karviné und Rohatec–Sudoměřice nad Moravou.

## Persönlichkeiten
- Josef Körner (* 1888 in Rohatetz; † 1950 in Prag), österreichisch-tschechoslowakischer Germanist

## Sehenswürdigkeiten

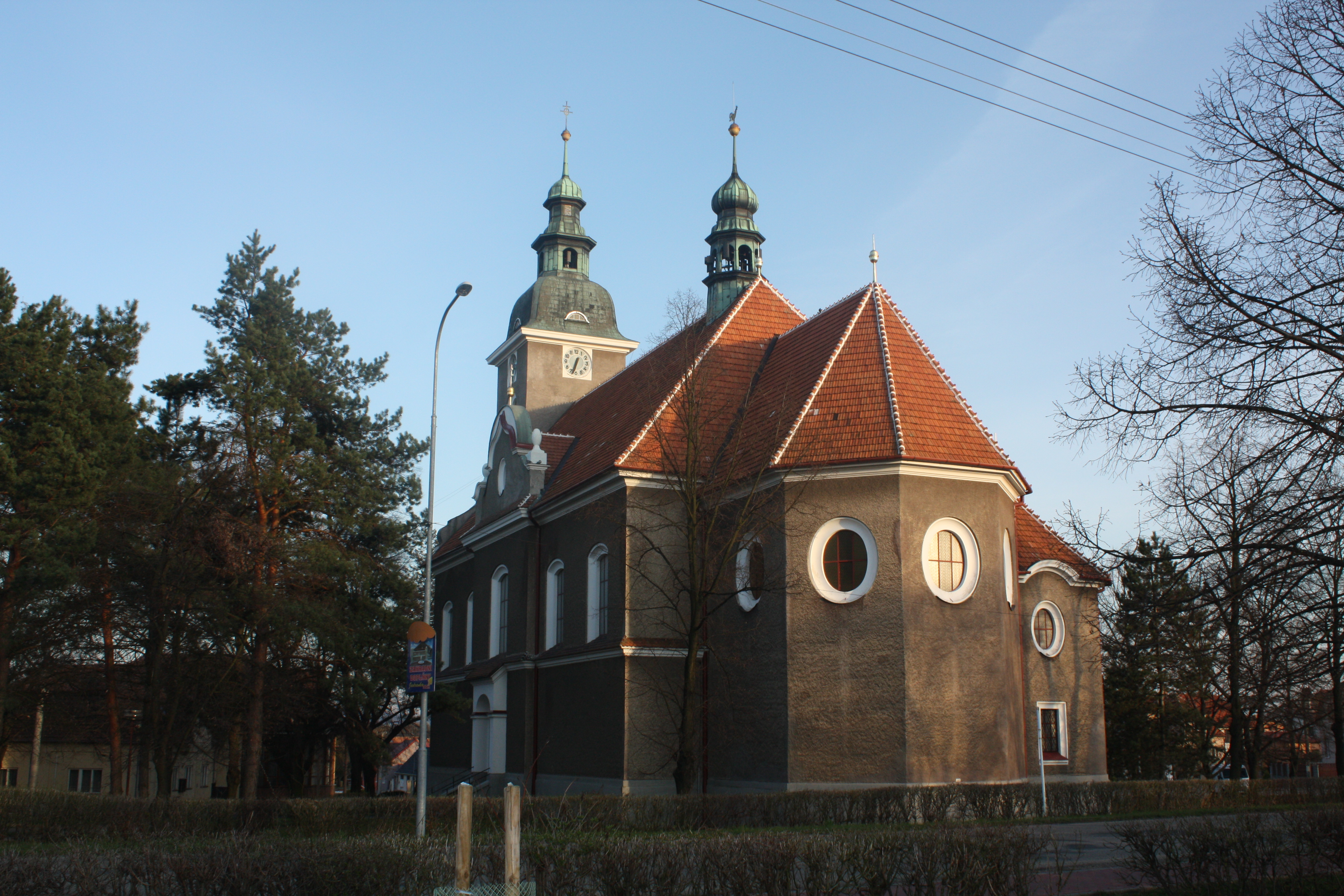
Die Bartholomäuskirche

- Kirche des heiligen Bartholomäus aus dem Jahr 1912
- Baťův kanál